# Wei Fenghe
Wei Fenghe (Liaocheng, febbraio 1954) è un generale e politico cinese che ha servito come comandante delle Forze missilistiche dell'Esercito Popolare di Liberazione (in passato nota anche come 2º Corpo d'artiglieria). A ottobre 2018 è stato nominato ministro della difesa nazionale della Repubblica Popolare Cinese e membro della Commissione militare centrale del Partito Comunista Cinese. Ha esercitato questo incarico fino al marzo 2023 quando è stato sostituito dal generale Li Shangfu.

## Biografia
Wei Fenghe è nato a Liaocheng nello Shandong e si è arruolato nell'Esercito Popolare di Liberazione nel dicembre 1970 all'età di 16 anni. Si è laureato nell'accademia del dipartimento di comando del Secondo corpo d'artiglieria (oggi forze missilistiche) nel 1984 e ha scalato i vertici di quest'ultimo fino ad arrivare al grado di generale. Wei ha rimpiazzato il generale Jing Zhiyuan come comandante del Secondo corpo d'artiglieria nell'ottobre 2012 ed è stato promosso al grado di generale a quattro stelle dell'Esercito Popolare di Liberazione nel novembre dello stesso anno.
Prima di diventare comandante del Secondo corpo d'artiglieria, Wei ha servito come vice capo di stato maggiore del Dipartimento dello stato maggiore generale dell'Esercito Popolare di Liberazione (EPL), il primo a detenere tale ruolo proveniente dal Secondo corpo d'artiglieria. Wei ha servito anche come vice capo e capo di stato maggiore del Secondo corpo d'artiglieria, comandante della 53ª base, capo di stato maggiore della 54ª base e in una numerosa varietà di posizioni di comando nel Secondo corpo d'artiglieria.
Nel gennaio 1972, Wei ha aderito al Partito Comunista Cinese. Wei è stato un membro alternato del 17º Comitato centrale del partito comunista ed è stato anche membro del 18º Comitato centrale.
Il 19 marzo 2018, è stato nominato ministro della difesa nazionale e consigliere di Stato, rimanendo in carica fino al marzo 2023.